# Цистрон
Цистро́н — термин, синонимичный термину «ген», обозначающий участок ДНК, ответственный за синтез определённого белка.
Термин «цистрон» используется, чтобы подчеркнуть, что гены демонстрируют определенное поведение в цис-транс-тесте; различные позиции (или локусы) в пределах генома «цистронны».
Например, предположим, что мутация в положении хромосомы х отвечает за рецессивный признак в диплоидном организме (содержащем по две аутосомы). Мы говорим, что признак является рецессивным, так как фенотип организма будет «диким» (обычный вариант признака), если обе хромосомы из пары не имеют мутации (гомозиготной мутации). Аналогично, предположим, что мутация в другом положении, у, отвечает за тот же рецессивный признак. Позиции х и у называются входящими в один цистрон, когда организм, который имеет мутацию в х на одной хромосоме и имеет мутацию в положении у на парной хромосоме того же типа проявляет рецессивный признак, даже если организм не гомозиготен по обеим мутациям. Обратно, если организм характеризуется признаком дикого типа черта, данные позиции принадлежат различным цистронам / генам.
У прокариот гены, выполняющие сходные метаболические функции, часто располагаются в функциональных единицах, называемых оперонами и их экспрессия регулируется совместно (полицистронный механизм регуляции активности генов). Оперон транскрибируется в виде молекулы РНК, кодирующей более одного гена / цистрона.
Для эукариот понятия «ген» и «цистрон» в настоящее время являются синонимами. У эукариот гены, отвечающие за последовательные стадии метаболического пути, могут располагаться как рядом, так и в самых разных участках генома, на разных хромосомах. Полицистронный механизм регуляции активности генов для эукариот не существует, и экспрессия генов, располагающихся рядом, регулируются независимо.
Термин «цистрон» предложен американским генетиком С. Бензером в 1957 году.